# Sant Pere de Mieres
Sant Pere de Mieres és un monument del municipi de Mieres (Garrotxa) protegit com a bé cultural d'interès local.

## Descripció
Els orígens de Sant Pere de Mieres cal cercar-los a l'època medieval, moment en què ben segur es va aixecar un temple romànic en el mateix lloc on actualment s'alçà l'església de finals del segle xix. La porta principal duu la data de 1896 i de la mateixa època és el cimbori i part de la decoració interior. Disposa d'una sola nau, amb capelles a cada banda (tres a cada costat) la construcció de la qual possiblement correspon a finals del segle xvii o principis del següent. Cal remarcar el gran nombre de retaules conservats, destacant el de Sant Isidre que correspon al segle xviii i el del Roser, Sant Antoni, la Pietat i la Immaculada que foren bastits en el segle xix seguint l'estil neoclàssic. La primera dada que disposem d'aquesta església és de l'any 916 en el diploma del rei Carles de França a favor del monestir de Sant Esteve de Banyoles. S'esmenta "cella sancti Petri de Milliariis". L'església va disposar d'un retaules gòtic realitzat per Lluis Borrassà que explicava la vida del Sant Titular. Segurament va presidir l'altar major fins al segle xviii.
Pica de batejar d'estil gòtic tardà. Està formada per vuit costats i en el principal llegim la data: 1 5 9 5. Amida 80cm de diàmetre exterior; 63cm de diàmetre interior i 108cm d'alçada total. La capella que acull aquesta pica està ornada amb pintures de Joan Vilà Moncau realitzades l'any 1961.
Piques d'aigua beneïda
La primera pica està situada al costat esquerre dels peus de l'església. Té forma d'una gran curculla sostinguda per una mà. Amida 45cm de diàmetre exterior.
La segona pica, del segle xvi, situada al costat dret dels peus de la nau. Té una alta i esvelta columna estriada que sosté la pica decorada amb fullatges estilitzats. Amida 55cm de diàmetre exterior; l'alçada de la columna és de 95cm més els 30cm de la pica.

## Història
La primera data coneguda sobre la repoblació a Mieres és de l'any 916 en el diploma del rei de França Carles a favor del monestir de Banyoles. S'anomena la "cella sancti Petri de MIlliariis". En el decurs del segle xii es va bastier un temple romànic que fou parròquia, perquè així consta en els nomenclàtors que foren redactats en el decurs del segle xiv. L'actual església de Sant Pere de Mieres va ser realitzada a finals del segle passat a partir de les edificacions més antigues.